# Dworek Stupnickich w Sanoku
Dworek Stupnickich w Sanoku – zabytkowy budynek w Sanoku.

## Historia
Według szacunków Stefana Stefańskiego budynek w połowie XX wieku miał liczyć ok. 150 lat. Na przełomie XIX/XX dom figurował pod numerem konskrypcyjnym 74, a według stanu z lat 30. XX wieku pod adresem ulicy ulicy Tadeusza Kościuszki 32 (jednoczesny nr konskrypcyjny 76).
Budynek należał do rodziny Stupnickich i był położony przy  (naprzeciw skrzyżowania z ulicą Henryka Sienkiewicza. Na przełomie XIX/XX w domu pod numerem 74 zamieszkiwali ziemianie: Emilia Stupnicka z domu z domu Ścibor-Rylskiej (zm. 1899) i Antoni Stupnicki (powstaniec styczniowy, urzędnik sądowy, zm. 1908). W 1931 właścicielką nieruchomości pod adresem ul. Tadeusza Kościuszki 32 była Helena Stupnicka. Po 1945 w domu pod tym adresem zamieszkiwały dzieci Stupnickich: Michalina Helena (1883-1949) i Mieczysław Stupniccy. Potocznie budynek zyskał przydomek „dom Stupnickich” lub „Koci dworek”, jako że prócz rodzeństwa Stupnickich i służącej, w gospodarstwie żyło kilkanaście kotów (poza tym hodowano tam kilka kóz).
W okresie powojennym w PRL budynek nadal pozostawał pod adresem ul. Kościuszki 32. Decyzją Wojewódzkiej Rady Narodowej Wydział Kultury w Rzeszowie z 1961 obiekt został uznany za zabytek. Na początku 1962 władze administracyjne wydały zgodę na rozbiórkę i przeniesienie budynku do powstającego Muzeum Budownictwa Ludowego w Sanoku nieodpłatnie. Na początku wiosny 1962 tuż obok dworku budowano blok mieszkalny oraz przygotowywano pomnik Tadeusza Kościuszki (odsłonięty 15 września 1962).
W tym czasie modrzewiowy dworek, którego pochodzenie datowano na początek XIX wieku, był już w trakcie rozbiórki. Do MBL został przeniesiony w połowie 1962 i latem tego roku oczekiwał na konserwację. W Muzeum Budownictwa Ludowego w Sanoku budynek stanowi wejściowy obiekt, w którym funkcjonują: administracja, recepcja, kasa, sklep.